# St. Johannes der Täufer (Natterholz)

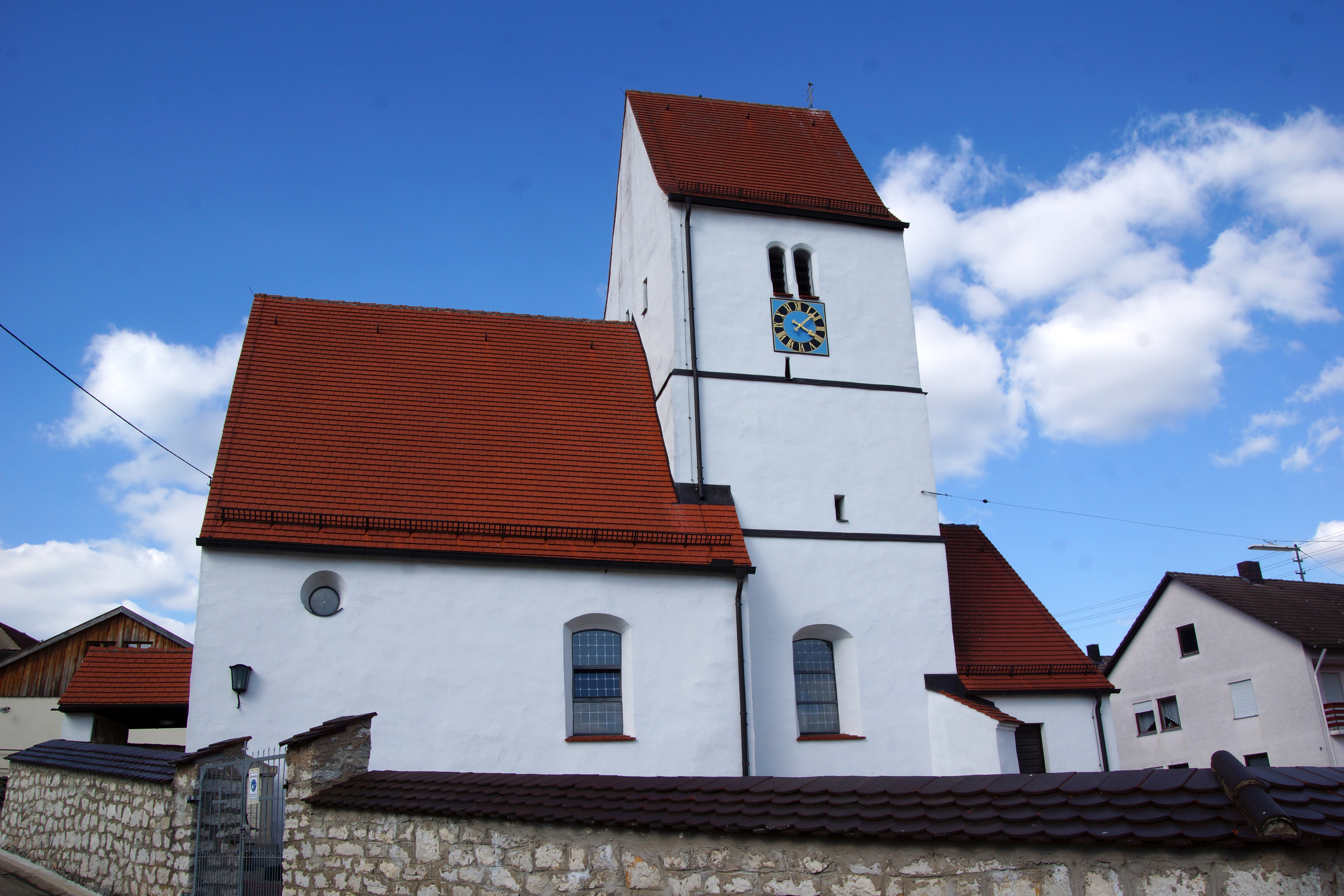
St. Johannes der Täufer in Natterholz

Die römisch-katholische Filialkirche St. Johannes der Täufer steht in Natterholz, einem Gemeindeteil von Daiting im schwäbischen Landkreis Donau-Ries von Bayern. Das Bauwerk ist in der Liste der Baudenkmäler in Daiting als Baudenkmal unter der Nr. D-7-79-129-8 eingetragen.

## Beschreibung
Die frühgotische Saalkirche, die im 18. Jahrhundert verändert wurde, besteht aus einem Langhaus und einem Chorturm im Osten, die beide mit Satteldächern bedeckt sind. Die Sakristei wurde im 13. Jahrhundert an die Ostwand des Chorturms angebaut. Das oberste Geschoss des Chorturms beherbergt die Zurmuhr und den Glockenstuhl. Der Innenraum des Langhauses ist mit einer Flachdecke überspannt, der des Chors im Erdgeschoss des Chorturms mit einem Kreuzgratgewölbe. Der Hochaltar wurde um 1770 gebaut. Die Fresken wurden erst 1902 eingefügt. Die Hinrichtung von Johannes dem Täufer ist auf einem Gemälde von 1844 dargestellt.